# 퍼
퍼(베트남어: phở, 발음 [fəː˧˩˧] ( 듣기))는 베트남의 국수 요리이다. 쌀국수인 바인 퍼를 쇠고기나 닭고기 등으로 낸 육수에 말아 내는 음식으로, 베트남의 국민 음식 가운데 하나로 여겨진다. 한국에서는 베트남 쌀국수라 일컫기도 하나, 베트남에는 퍼 외에도 다른 쌀국수 요리들이 있다.

## 이름과 역사
퍼와 그 이름의 기원에 관해서는 두 가지 설이 있다.
- 프랑스/프랑스어 기원설: 예로부터 농경을 했던 베트남에서는 소를 사역동물로 길렀기 때문에, 쇠고기를 잘 먹지 않았다. 퍼는 식민지 시기에 프랑스인 정착민들이 만들어 먹은 쇠고기 요리 요리인 포토푀가 변형된 것이다.[2] 베트남어 낱말 "퍼(phở)"는 프랑스어 "포토푀(pot-au-feu)"의 "푀(feu)"를 베트남어식으로 발음한 것이다. 산업화가 일어났던 19세기 말, 공장 노동자들이 끼니를 때우기 위해 고깃국물에 국수를 말아 먹기 시작했다.[2]
- 중국/광둥어 기원설: 하노이에 살던 중국 광둥계 이민자들이 만들어 팔던 쇠고기 국수인 응아우육판(牛肉粉, ngau4 juk6 fan2)이 퍼의 기원이다. "응아우(牛, ngau4)"는 "소"를, "육(肉, juk6)은 "고기"를 뜻하며, "판(粉, fan2)"은 주로 "쌀국수"를 가리킨다. 베트남어로는 "응으우뉵펀(ngưu nhục phấn)"이라 불렸다. 베트남어 "펀(phấn)"은 "똥"을 뜻할 수도 있기 때문에, 음절 끝의 "n"이 사라지고 "퍼(phở)"가 되었다.

퍼는 베트남 북부의 하노이에서 만들어진 음식이다. 1954년 제네바 협정으로 베트남이 남북으로 분단된 뒤, 북베트남의 공산 정권을 피해 남베트남으로 내려간 사람들이 퍼를 팔기 시작해 남베트남에서도 흔히 먹는 음식이 되었다. 그 후, 1964년에서 1975년까지 이어진 베트남 전쟁 기간과 그 이후에 보트피플이 세계 여러 나라로 피난하면서 퍼가 세계화되었으며, 한국에는 1990년대 초반에 처음 소개되었다.

## 종류

### 육수
일반적으로 쇠고기나 닭고기 육수를 쓴다.
- 퍼 가(phở gà): 닭고기 육수 퍼이다.
- 퍼 똠(phở tôm): 새우 육수 퍼이다.
- 퍼 보(phở bò): 쇠고기 육수 퍼이다.
- 퍼 빗(phở vịt): 오리고기 육수이다.
- 퍼 엑(phở ếch): 개구리 육수 퍼이다.
- 퍼 해오(phở heo): 돼지고기 육수 퍼이다.

### 지역
베트남 남부에서는 달고 기름진 육수를, 북부에서는 담백한 육수를 선호한다.
- 퍼 보 남딘(phở bò Nam Định): 남딘 지역의 특산 음식이다. 더 얇고 부드러운 국수를 사용하며, 북서부 지역에서 생산된 팔각과 계피, 남딘성의 응이어흥, 자오투이, 하이허우에서 생산된 어장을 사용해 만든다.
- 퍼 사이공(phở Sài Gòn): 호찌민식 퍼는 해선장과 핫소스를 함께 내며, 라임과 고추 외에도 쿨란트로, 타이바질, 숙주나물과 양파초절임을 곁들여 먹는다.
- 퍼 코 잘라이(phở khô Gia Lai): 국수와 국물이 따로 나오는 버전이다. 잘라이 지방에서 먹는다.
- 퍼 하노이(phở Hà Nội): 하노이식 퍼는 쇠고기나 닭고기 육수를 사용하며, 파와 후추, 고추 식초, 라임 등만 곁들여 먹는다.

### 기타
- 퍼 솟 방(phở sốt vang): 적포도주에 끓인 퍼이다.
- 퍼 쭈어(phở chua): 신 국물 버전이다.

## 만들기
물에 담가 핏물을 뺀 쇠뼈와 쇠고기를 찬물에 넣어 센불에 끓인다. 끓어오르면 물을 버리고, 뼈와 고기를 잘 씻는다. 씻은 고기는 양파, 돌설탕, 소금을 넣고 약한 불에서 뚜껑을 닫지 않고 오래 삶는다. 적어도 2시간 이상, 전통적으로는 밤새 삶는다. 퍼를 내기 한두 시간 전에 육수에 짧게 덖어서 향을 낸 계피, 정향, 팔각, 향두구 등 향신료, 겉을 불에 그슬린 양파와 생강을 넣어 함께 끓인다. 이때 말린 줄별벌레를 넣기도 한다. 고기는 익으면 꺼내서 저민다. 내기 직전에 물에 불려둔 바인 퍼를 숙주나물과 함께 데치고, 그릇에 담은 뒤 저민 고기와 송송 썬 파를 올리고 육수를 부어 낸다. 날고기를 얇게 저며서 올리기도 하는데, 뜨거운 육수를 부을 때 익는다.

## 갤러리

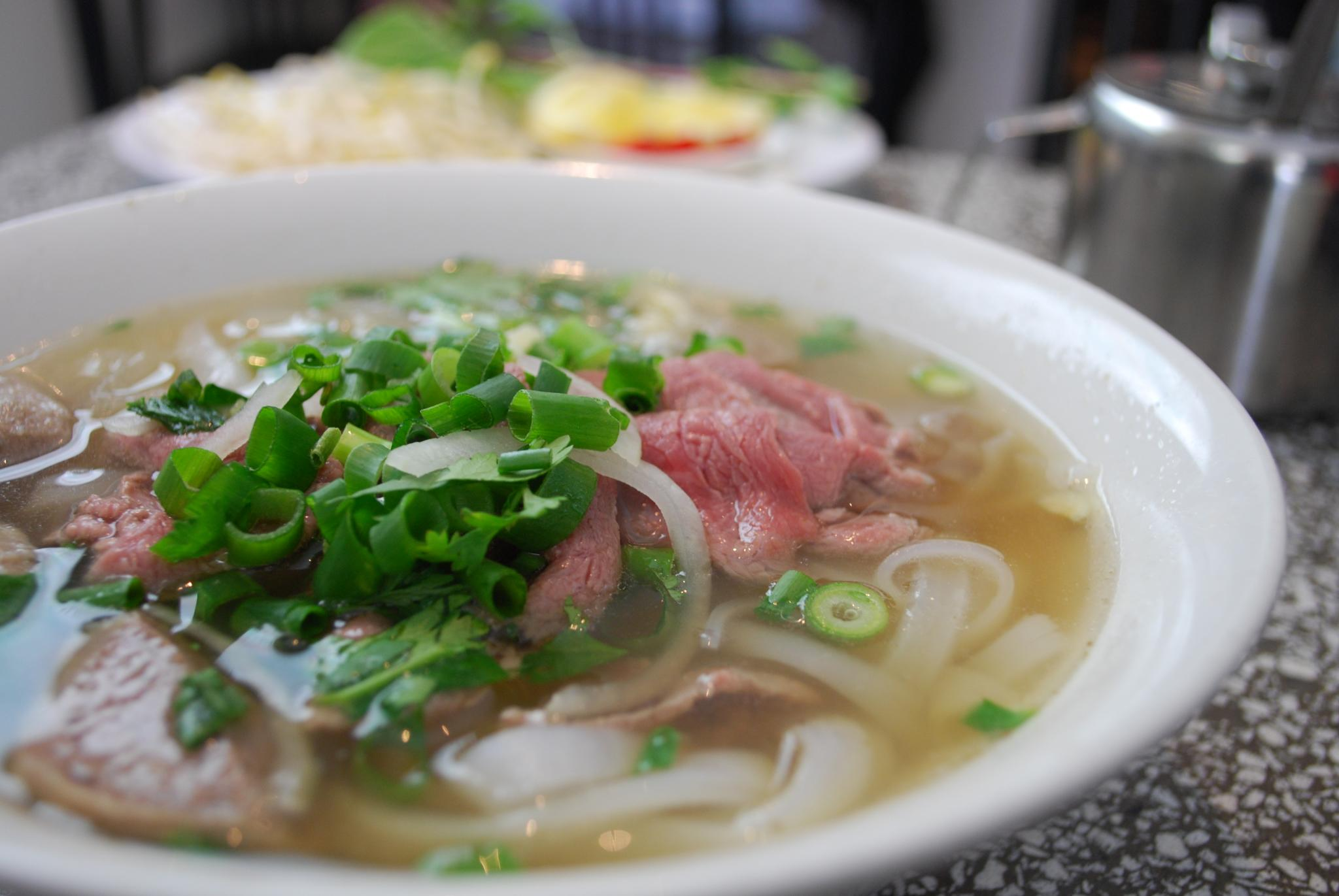
하노이식 퍼 보
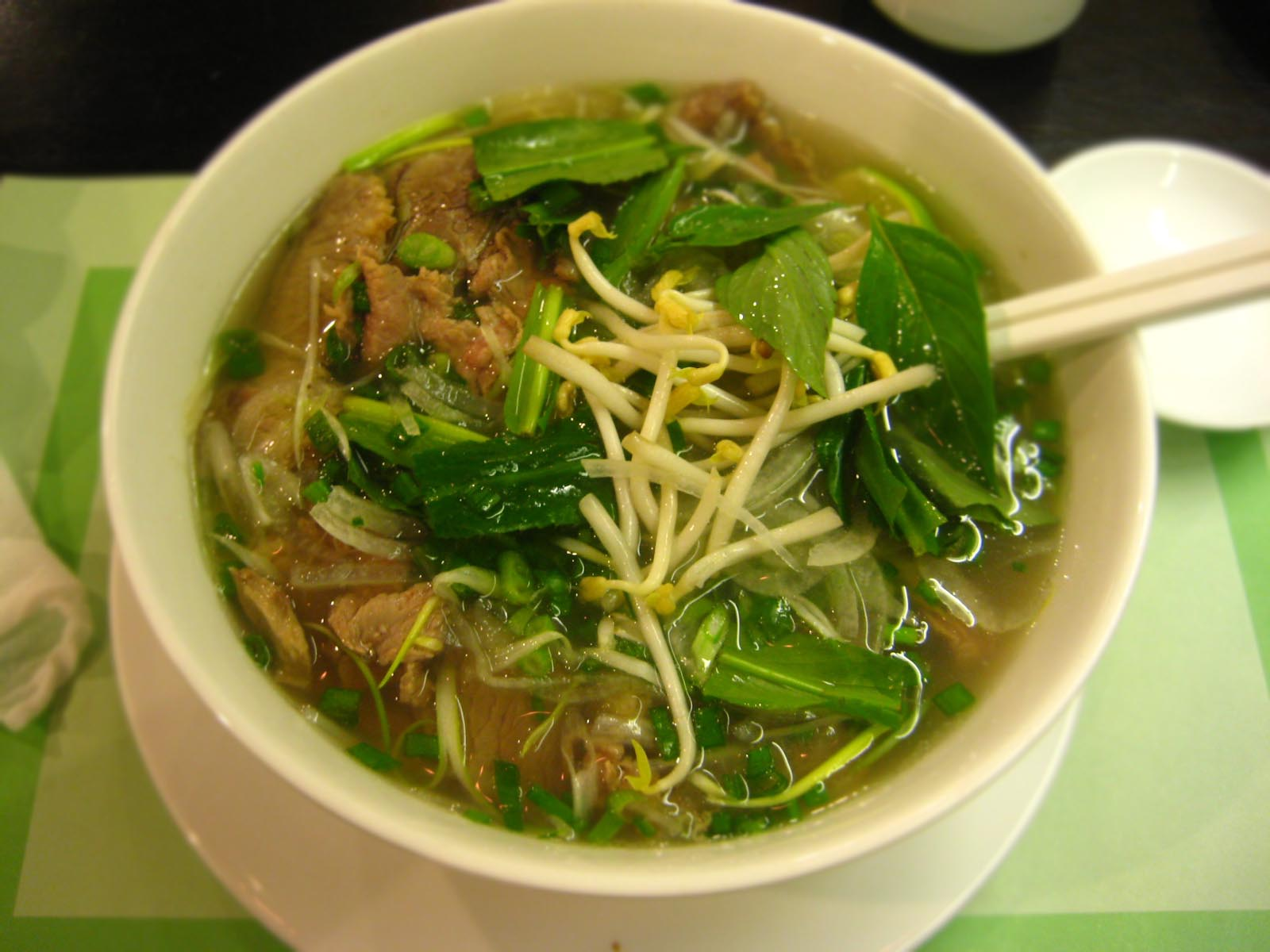
호찌민식 퍼 보
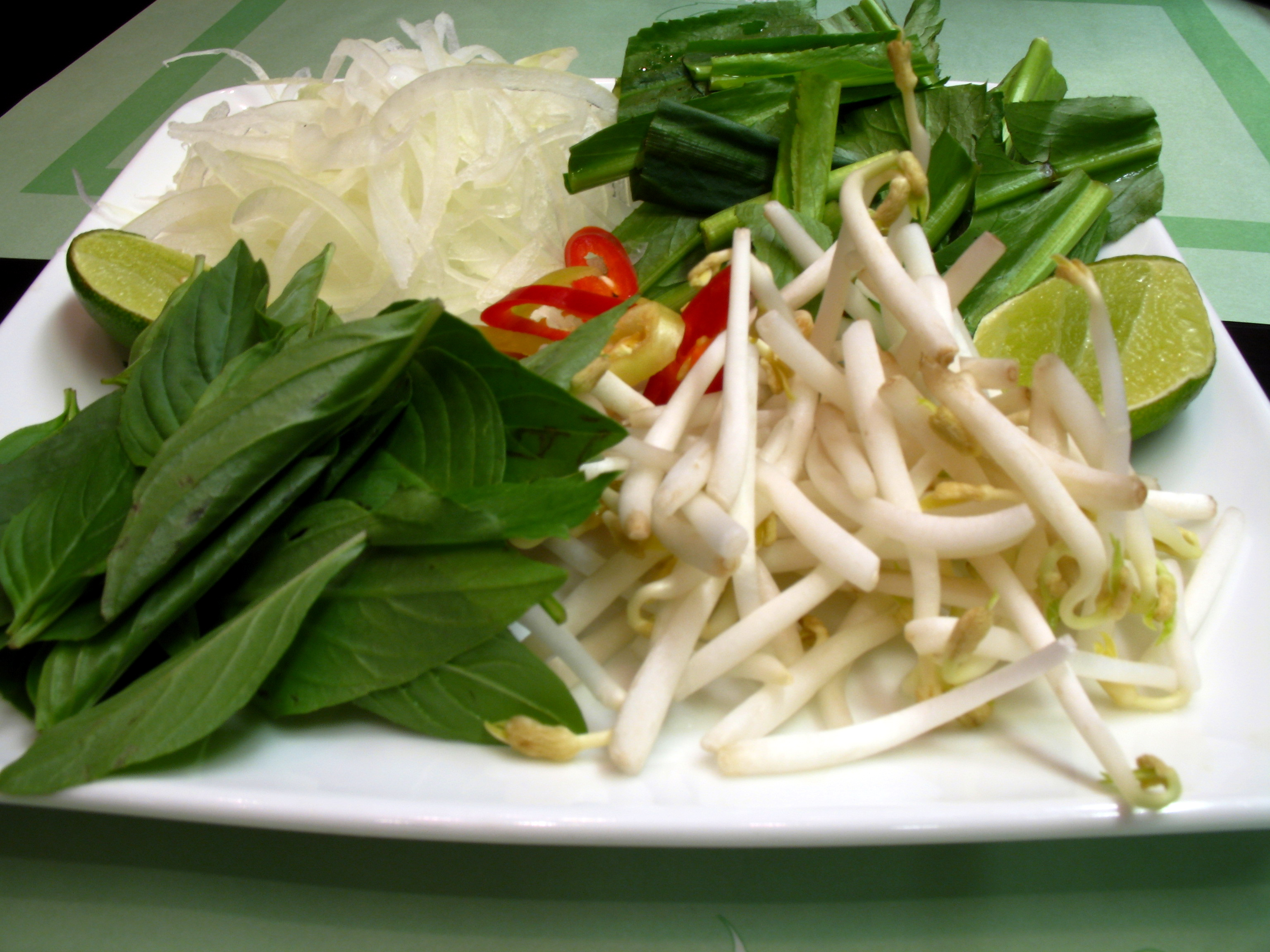
호찌민식 퍼에 곁들이는 허브
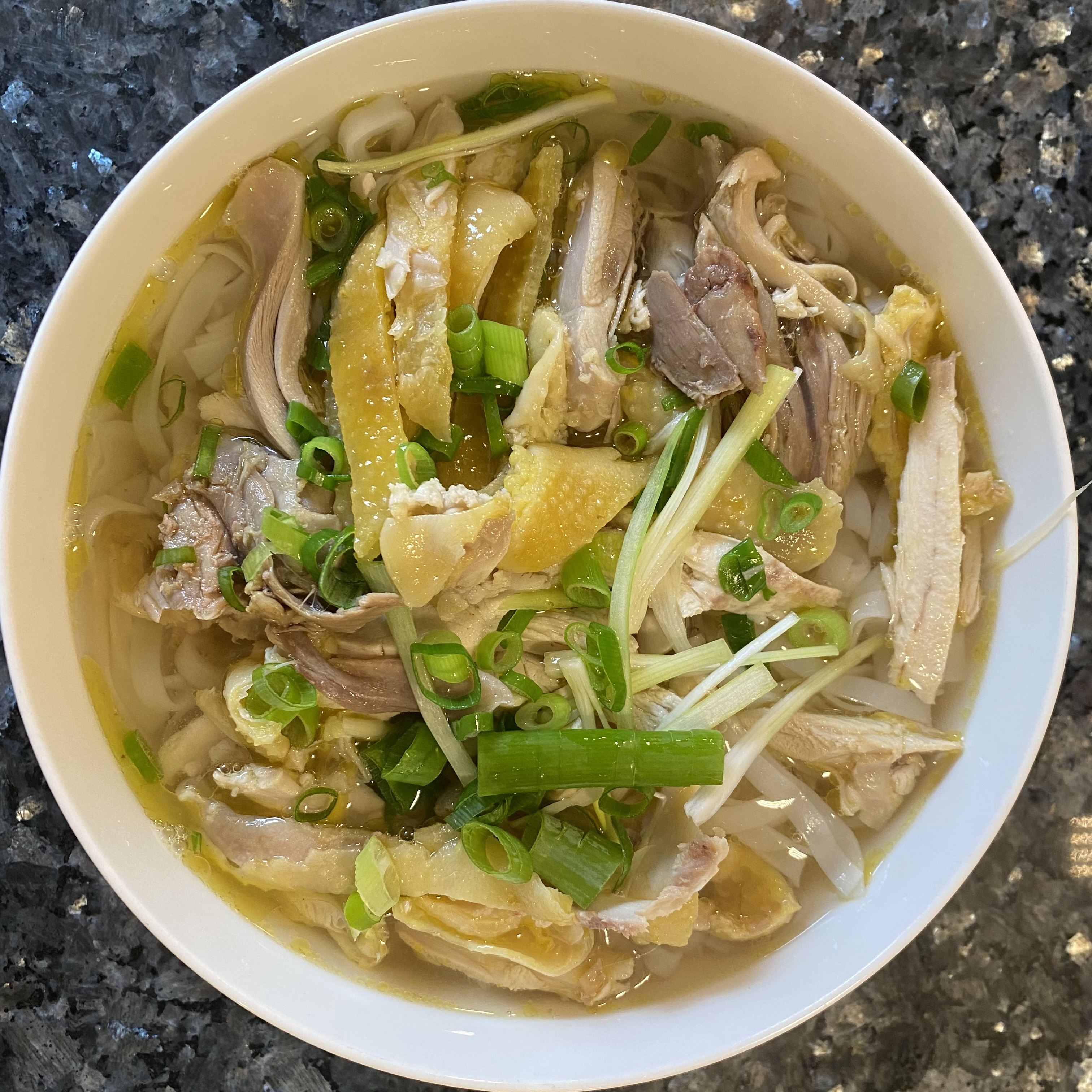
퍼 가
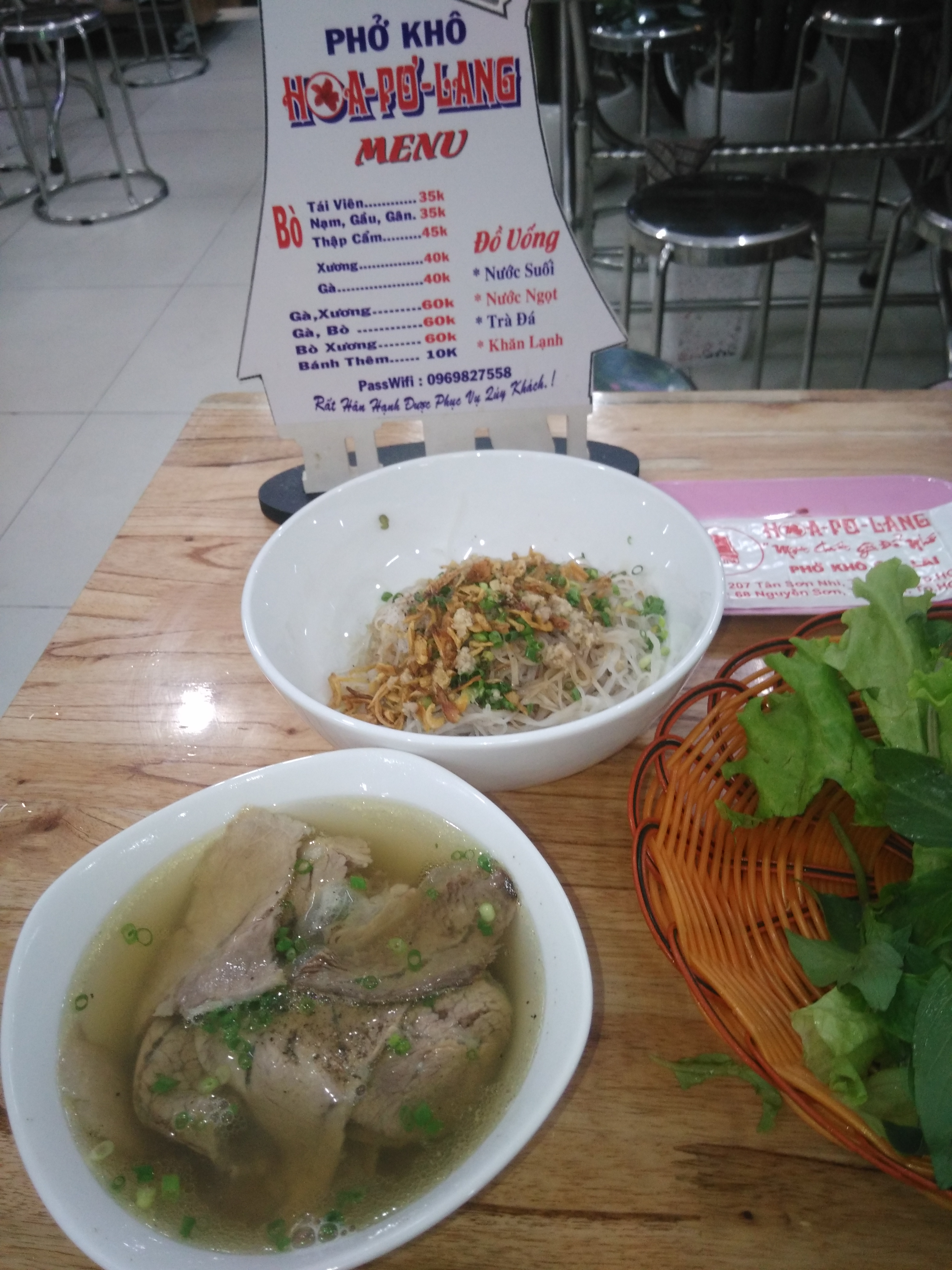
퍼 코
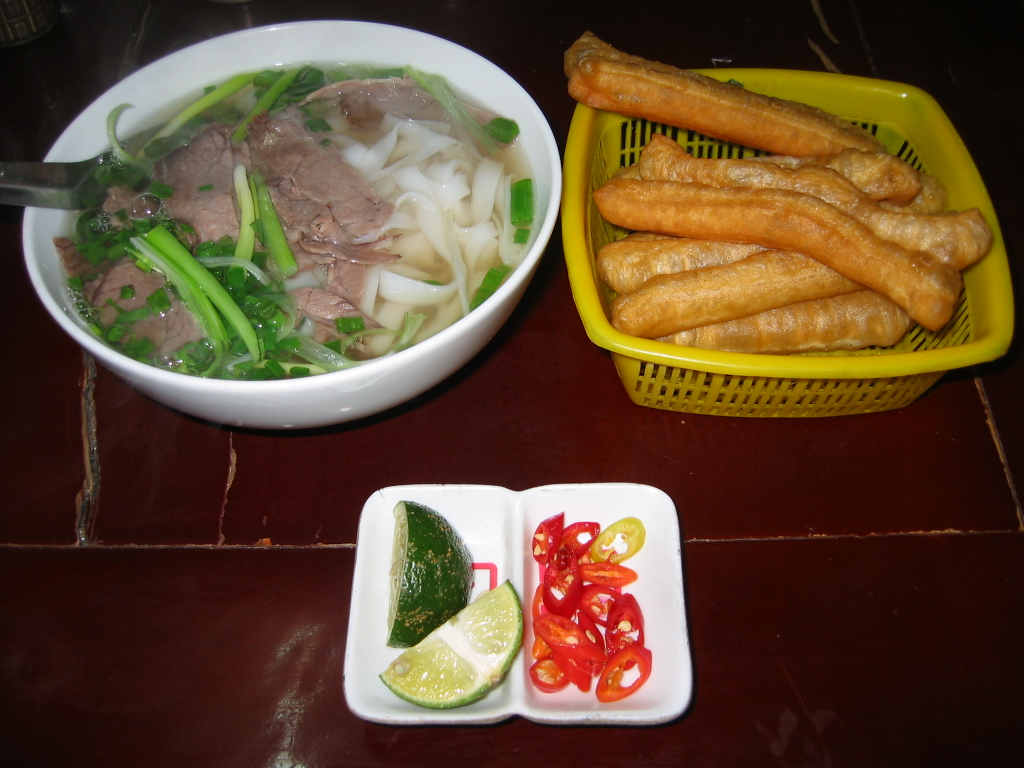
퍼와 꾸어이

## 같이 보기
- 퍼 꾸온
- 퍼 싸오
- 퍼 압 짜오
- 후띠에우
- 베트남 쌀국수